# 33504 Rebrouwer
33504 Rebrouwer è un asteroide della fascia principale. Scoperto nel 1999, presenta un'orbita caratterizzata da un semiasse maggiore pari a 2,3739859 UA e da un'eccentricità di 0,1703054, inclinata di 3,02871° rispetto all'eclittica.